# Corey Millen
Corey Eugene Millen (né le 30 mars 1964 à Cloquet, Minnesota) est un joueur professionnel américain de hockey sur glace. Il a joué 335 matchs de Ligue nationale de hockey avec cinq équipes différentes.